# Ursprüngliche Bindung
Als ursprüngliche Bindung, primordiale Bindung oder Primordialität (lateinisch „uranfänglich, urweltlich“) versteht der US-amerikanische Ethnologe Clifford Geertz, in Anlehnung an den Soziologen Edward Shils (1910–1995), diejenigen inneren Verbundenheiten einer Person (Loyalitäten), die aus den Grundgegebenheiten ihres sozialen Lebens hervorgehen. Dies sind beispielsweise die von frühester Kindheit an vermittelten Gefühle der Zugehörigkeit zu den nächsten Verwandten, zu einer bestimmten Religion oder Sprache, zu bestimmten Normen und Bräuchen oder zu einer begrenzten und überschaubaren Örtlichkeit (Heimat). Dies kann das Singen bestimmter Lieder oder die Wahrnehmung akustischer Reize, wie etwa das Glockenläuten, beinhalten. 
Diese ursprünglichen Bindungen sind nach Geertz stärker als jene, die Menschen in späteren Lebensphasen aus wirtschaftlichen Interessen oder politischen Überzeugungen eingehen. Es ist der Appell an diese Gefühle und diese affektiven Bindungen, die den Erfolg ethnischer oder nationaler Vergemeinschaftung ermöglichen.